# 雨果·施泰纳
雨果·施泰纳（Hugo Steiner）为瑞士人，毕业于苏黎世大学，为内分泌科医生。

## 生平
曾于瑞士巴塞尔的罗氏公司担任实验内分泌学的研究组组长。1965年，施泰纳博士担任国际红十字会北也门活动的团队领导。1976年至1998年，他在巴塞尔进行内分泌及糖尿病的私人医学实践。1991年至2002年，他与妻子每年都在婆罗洲呆一个月，旅行于沙巴和砂拉越之间。

## 著作
2002年出版了《婆罗洲：山区及低地猪笼草》一书。